# Marianne Trudel
Pour les articles homonymes, voir Trudel.
 (novembre 2022).
Marianne Trudel est une pianiste, compositrice, improvisatrice et arrangeuse canadienne, établie à Montréal, Québec.

## Biographie
Marianne Trudel détient un Baccalauréat en Jazz Performance de l'université McGill, de même qu'une maîtrise en ethnomusicologie de l'Université de Montréal. Elle a présenté sa musique dans plusieurs pays : Canada, États-Unis, Mexique, France, Espagne, Allemagne, Angleterre, Écosse, Italie, Hongrie, Pays-Bas, et Chine.
Commandée par l'Orchestre national de jazz de Montréal, elle a composé une œuvre en sept mouvements intitulée Dans la forêt de ma mémoire,. Elle a aussi composé et arrangé pour plusieurs ensembles dont Les Violons du Roy, l’American Composers Orchestra (New York), le Henri Mancini Institute Orchestra (Los Angeles) et l’ensemble OktoEcho (Montréal),.
Avec la chanteuse Karen Young, elle a monté un hommage à Joni Mitchell,,.
Au fil de sa carrière, elle a notamment partagé la scène avec Chucho Valdes, Kenny Wheeler, Ingrid Jensen, Mark Feldman, Tony Malaby, David Liebman, Mark Dresser, John Hollenbeck, Hamid Drake, William Parker, Mark Helias, George Lewis, Muhal Richard Abrams, Jean Derome, René Lussier, Anne Schaefer, Ranee Lee et Charles Aznavour,,,. 
Elle enseigne au département de musique du Cégep de St-Laurent et à l'École de musique Schulich de l'Université McGill

## Albums
,,

## Distinctions
- Récipiendaire du Prix Opus de l’Album jazz de l’année en 2013 pour Le Refuge[19].
- Nomination à l'ADISQ pour Album de l'année - Jazz pour l'album Time Poem : La joie de l’éphémère[20].